# 블루 스위드
블루 스위드(Blue Swede)는 1973년부터 1979년까지 활동한 스웨덴의 록 밴드이다. 블루 스위드는 〈Hooked on a Feeling〉을 포함하여 두 장의 커버 버전 앨범을 발표했는데, 이는 세제적인 성공을 가져다 주었다. 밴드는 앤더스 베르글룬드(피아노), 비에른 스키프스(리드 보컬), 보세 릴제달(베이스), 힝케 에케스투베(색소폰), 얀 굴드베크(드럼), 마이클 아클레우(기타), 제이미 베튠(심벌즈) 및 토미 버그룬드(트럼펫)으로 구성되었다. 스키프스가 솔로 활동을 시작하기로 결정한 후 블루 스위드는 해체되었다.

## 역사
블루 스위드는 1973년 스웨덴의 톱 보컬리스트인 비에른 스키프스가 그의 콘서트에 동행할 밴드를 찾고 있을 때 처음 결성되었다.
밴드의 원래 이름은 "Blåblus"였으며, 스키프가 리드 보컬을 부르는 것이 특징이었다. 밴드는 1968년 B. J. 토마스의 노래 "Hooked on a Feeling"을 커버하면서 1974년에 세계적인 돌파구를 열었다. 블루 스위드는 1973년 토마스의 노래를 녹음했지만, 그 노래의 연주는 "우가차카 우가우가" 도입부를 만든 영국 팝 괴짜 Jonathan King이 발표한 1971년 버전에 기반을 두었다. 녹음 세션에 참여한 프로듀서는 Bengt Palmers였다. 블루 스위드는 1973년 5월에 스웨덴에서 그리고 1974년 2월에 미국에서 "Hooked on a Feeling"을 발표했다. 이 노래는 1974년 4월에 미국에서 일주일 동안 1위에 올랐고, 18주 동안 빌보드 핫 100 차트에 머물렀다. 또한 Hooked on a Feeling은 호주, 캐나다, 네덜란드 차트 1위를 차지했으며 최고 차트 순위인 26위를 기록했다.
노래의 성공을 활용하기 위해 블루 스위드는 같은 해 같은 이름의 앨범을 발표했다.
1974년의 나머지 기간 동안, 같은 앨범의 두 개의 후속 싱글이 발매되었는데, 이는 미국에서 71위로 정점을 찍은 〈Silly Milly〉와 7위로 정점을 찍으며 Top 10에 진입한 The Association의 〈Never My Love〉의 커버이다. 1974년 밴드의 후속 앨범인 Out of the Blue에서, 그들은 딥 퍼플의 "Hush"와 토미 제임스 앤 더 숀델스의 "I'm Alive" 메들리를 녹음했고, 미국에서 61위로 정점을 찍었고, 스칸디나비아에서 최고의 차트 성공을 거두었다. 1975년 스키프스는 밴드를 떠났고, 밴드는 Blåblus로 계속 활동하며 추가적인 두 장의 앨범을 발표했다.